# Liste des phares au Michigan

Carte du Michigan

La liste des phares au Michigan dresse la liste des phares de l'État américain du Michigan répertoriés par la United States Coast Guard. Les phares sont situés sur le littoral du Lac Michigan et du lac Supérieur pour la péninsule supérieure et du lac Huron et lac Michigan pour la péninsule inférieure.
Les aides à la navigation dans le Wisconsin sont gérées par le cinquième district de l' United States Coast Guard , mais la propriété (et parfois l’exploitation) de phares historiques a été transférée aux autorités et aux organisations de préservation locales.
Leur préservation est assurée par le Michigan Lighthouse Conservancy et la Great Lakes Lighthouse Keepers Association  et sont répertoriés au Registre national des lieux historiques (*).

## Péninsule supérieure du Michigan

### Lac Supérieur

#### Comté d'Ontonagon
- Phare d'Ontonagon *
- Phare de Fourteen Mile Point [4] *

#### Comté de Houghton
- Phare de Rouleau Point[5]
- Phare d'entrée supérieure de la voie navigable Keweenaw *
- Phare d'entrée inférieure de la voie navigable Keweenaw *

#### Comté de Keweenaw
| - Phare de Sand Hills * - Phare d'Eagle River * - Phare d'Eagle Harbor * - Phare de Copper Harbor * - Phare de Rock Harbor * - Phare de Passage Island * | - Phare de l'Isle Royale * - Phare du Rock of Ages * - Phare de Gull Rock * - Phare de Manitou Island * - Phare de Mendota * |

#### Comté de Marquette
- Phare des îles Huron *
- Phare de Big Bay Point *
- Phare de Stannard Rock *
- Phare de Granite Island *
- Phare de Presque Isle Harbor*
- Phare de Marquette Harbor *

#### Comté d'Alger
| - Phare arrière de Grand Island Harbor * - Phare avant de Grand Island Harbor - Phare nord de Grand Island * - Phare est de Grand Island * | - Phare arrière de Munising - Phare avant de Munising - Phare d'Au Sable * - Phares du port de Grand Marais * |

#### Comté de Luce
- Phare de Crisp Point

#### Comté de Chippewa
- Phare de Whitefish Point *
- Phare de Point Iroquois *
- Pipe Island Light (en)

### Lac Huron

#### Comté de Chippewa
- Phare de DeTour Reef *

#### Comté de Mackinac
- Phare de Martin Reef *
- Phare de Bois Blanc
- Phare de Round Island *
- Phare du chenal de Round Island *
- Phare de Wawatam

### Lac Michigan

#### Comté de Mackinac
- Phare de l'île Sainte-Hélène (Michigan) *
- Phare de Lansing Shoals *

#### Comté de Schoolcraft
- Phare de Seul Choix *
- Phare de Manistique *

#### Comté de Delta
- Phare de l'île de la Pauvreté *
- Phare de l'île Saint-Martin *
- Phare de Peninsula Point *
- Phare de Minneapolis Shoal *
- Phare de Sand Point (Escanaba) *

#### Comté de Menominee
- Phare de Menominee Pier *

## Péninsule inférieure du Michigan

### Lac Michigan

#### Comté d'Emmet
| - Phare de Petoskey - Phare de Little Traverse - Phare de l'île aux Galets * - Phare de Grays Reef * | - Phare de White Shoal * - Phare de Waugoshance * - Phare de McGulpin Point - Phare de Mackinac Point * |

#### Comté de Charlevoix
- Phare de Charlevoix *
- Phare du port de l'île Beaver *
- Phare de Beaver Head *
- Phare de Squaw Island

#### Comté de Grand Traverse
- Phare de Mission Point

#### Comté de Leelanau
- Phare du Manning Memorial
- Phare de l'île Manitou du Sud *
- Phare de l'île Manitou du Nord *
- Phare de Grand Traverse *
- Phare de l'île Fox du Sud

#### Comté de Benzie
- Phare de Frankfort *
- Phare de Point Betsie *

#### Comté de Manistee
- Phare de Manistee *

#### Comté de Mason
- Phare de Ludington *
- Phare de Big Sable Point *

#### Comté d'Oceana
- Phare de Little Sable Point *
- Phare sud de Pentwater *
- Phare nord de Pentwater *

#### Comté de Muskegon
- Phare du brise-lames de Muskegon *
- Phare de la jetée de Muskegon *
- Phare de White River

#### Comté d'Ottawa
- Phare de Holland Harbor *
- Phare intérieur de Grand Haven
- Phare d'entrée de Grand Haven

#### Comté d'Allegan
- Phares de Saugatuck Harbor

#### Comté de Van Buren
- Phare de South Haven *

#### Comté de Berrien
- Phare intérieur de Saint-Joseph *
- Phare d'entrée de Saint-Joseph *

### Lac Huron

#### Comté de Cheboygan
- Phare de Cheboygan Crib
- Phare de Fourteen Foot Shoal *
- Phare de Poe Reef *
- Phare de Spectacle Reef *

#### Comté de Presque Isle
- Phare de Forty Mile Point *
- Phare de Presque Isle (Michigan) *
- Vieux phare de Presque Isle *

#### Comté d'Alpena
- Phare de Middle Island *
- Phare de Thunder Bay Island *
- Phare d'Alpena *

#### Comté d'Alcona
- Phare de Sturgeon Point *

#### Comté de Iosco
- Phare de Tawas Point *

#### Comté d'Arenac
- Phare de l'île Charity
- Phare de Gravelly Shoal

#### Comté de Bay
- Phare de la rivière Saginaw *

#### Comté de Huron
- Phare de Caseville Harbor
- Phare de Port Austin *
- Phare de la Pointe aux Barques *
- Phare de Harbor Beach *

#### Comté de Sanilac
- Phare de Port Sanilac *

#### Comté de St. Clair
- Phare de Fort Gratiot *
- Phare de  Peche Island

### Lac Sainte-Claire

#### Comté de St. Clair
- Phare arrière de St. Clair Flats *
- Phare avant de St. Clair Flats *

#### Comté de Macomb
- Phare du lac Sainte-Claire

#### Comté de Wayne
- Phare de Windmill Point (Michigan)
- Phare du Mémorial William Livingstone *

### Lac Érié

#### Comté de Monroe
- Phare de la rivière Détroit*